# Rolf Gildenast
Rolf Gildenast (* 26. März 1965 in Neuss; † 14. Juli 2012 in Ardnatrush, Irland) war ein deutscher Künstler in den Bereichen Tanz, Theaterpädagogik und Lyrik.

## Karriere
Gildenast absolvierte eine tänzerische Ausbildung in Hannover, war von 1987 bis 1993 Solotänzer am Stadttheater Gießen, von 1993 bis 2001 Solotänzer am Musiktheater im Revier in Gelsenkirchen und von 2001 bis zu seinem Tod in seinem eigenen Projekt theatergildenast aktiv. Darin spielte er Theater, tanzte und sang für und mit Kindern und Jugendlichen. Gildenast lebte mit seiner Familie in Gelsenkirchen.
Am 14. Juli 2012 verunglückte Rolf Gildenast im Alter von 47 Jahren tödlich während einer Urlaubsreise in Irland. Gildenast wurde am 24. Juli 2012 auf dem Ostfriedhof in Gelsenkirchen beerdigt.
Seine Tochter Alma Gildenast übernahm nach dem Tode ihres Vaters die Leitung seines theatergildenast.